# Klaus Herm
Klaus Herm est un acteur allemand, né le 13 janvier 1925 à Berlin et mort le 24 mai 2014 dans cette même ville.

## Biographie
Né de parents acteurs, il prend des cours de théâtre à l’école d’art dramatique du Deutsches Theater, puis avec Agnes Windeck, après ses études secondaires. 
Il joue d’abord sur les scènes de Berlin, puis travaille au Deutsches Theater de 1943 à 1947.

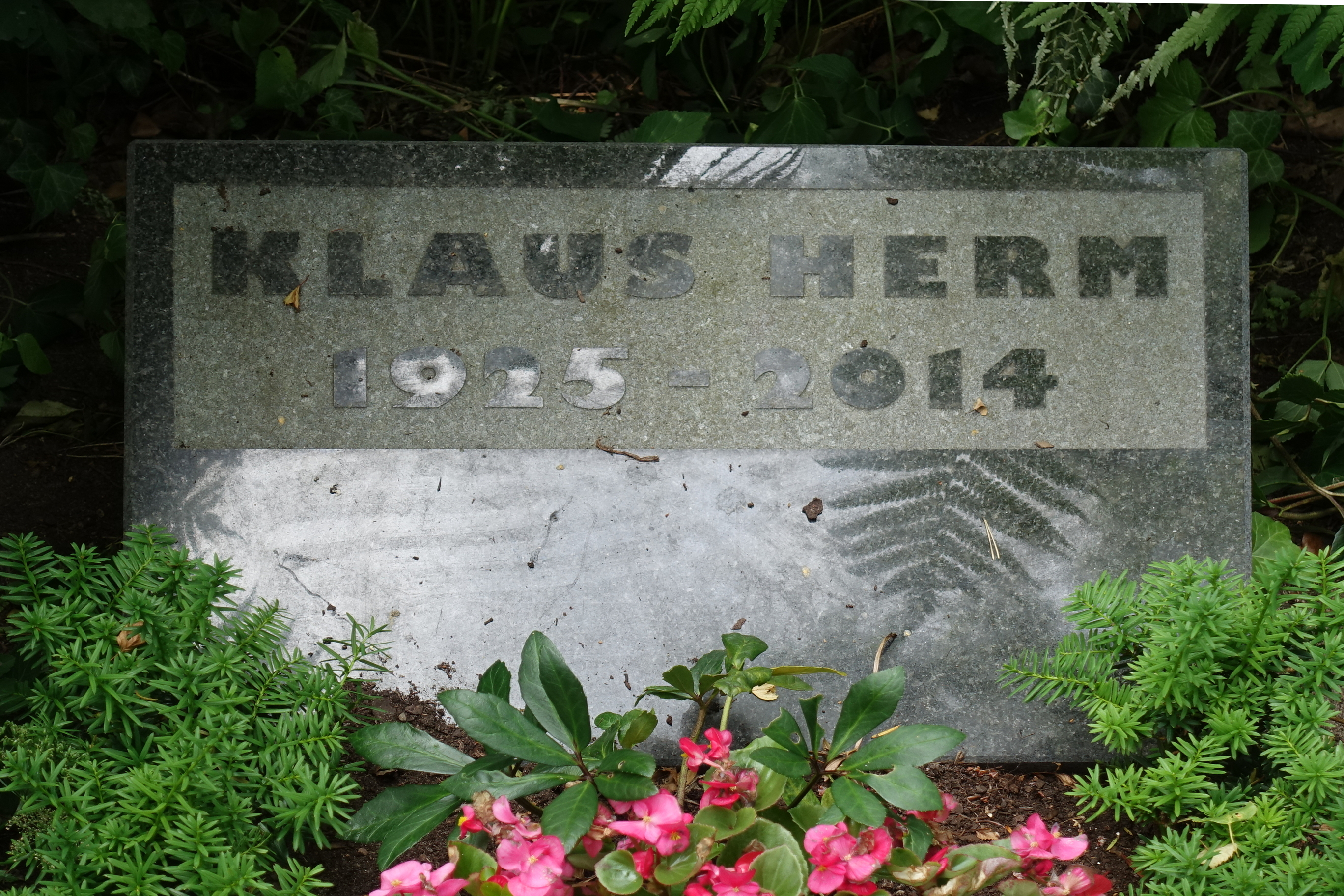
Tombe de Klaus Herm, dans le cimetière boisé de la Heerstraße.

Dès 1961, il figure régulièrement à la télévision. Il joue avec Eberhard Fechner, et tourne pour Rainer Erler, Dieter Wedel, Hartmut Griesmayr, Wolfgang Becker, Claus Peter Witt, Michael Günther ou encore Franz Peter Wirth. 
En outre, on peut l'apercevoir dans de nombreux épisodes de la série Tatort, Le Renard et Derrick.
Klaus Herm décède le 24 mai 2014 à l’âge de 89 ans dans sa ville natale de Berlin. Il est enterré dans le cimetière Heerstraße à Berlin-Westend.

## Filmographie partielle

### Cinéma
- 1954 : Le Roi grenouille (Der Froschkönig) : Peter Page[6]
- 1955 : Heldentum nach Ladenschluß : Paul Bauer[7]
- 1958 : Scala – total verrückt : L'électricien[8]
- 1963 : Es war mir ein Vergnügen : Le costumier
- 1973 : Nerze nachts am Straßenrand : Erich Regler, policier local[9]

### Télévision
- 1974 : Tatort (épisode Eine todsichere Sache) : Kunach[10]
- 1974 : Der kleine Doktor : Commissaire Lucas[11]
- 1976 : Alle Jahre wieder – Die Familie Semmeling : Kagel, représentant de l’agence de voyage[12]
- 1977 : Tatort (épisode Himmelblau mit Silberstreifen) : Erwin Seifert[13]
- 1978 : Tatort (épisode Trimmel hält ein Plädoyer) : Johannes Hees[14]
- 1978 : Derrick (épisode Pension de famille) : Mr. Pacha[15]
- 1979 : Tatort (épisode Gefährliche Träume) : Commissaire Hinze, du département des stupéfiants[16]
- 1981 : Derrick (épisode Mort d'un Italien) : Gustav Grabbe[17]
- 1982 : Derrick (épisode Un voyage à Lindau) : Mr. Wörner[18]
- 1983 : Das Traumschiff: Karibik : Dr. Erich Waseck[19]
- 1984 : Derrick (épisode Maître Prestel) : Mr. Soskind[20]
- 1985 : Schöne Ferien – Urlaubsgeschichten aus Portugal : Friedrich Sperber[21]
- 1986 : Derrick (épisode Le témoin oculaire) : Erich Schuster[22]
- 1987 : Derrick (épisode Le dernier voyage) : Emil Miele[22]
- 1988 : Le Renard (épisode Um jeden Preis)
- 1989 : Derrick (épisode Cri dans la nuit) : Wossnitz, le concierge[23]
- 1990 : Derrick (épisode Judith) : Le professeur Laux[24]
- 1990 : Derrick (épisode Assurance retraite) : Alfons Koppel[25]
- 1991 : Derrick (épisode Le cercle infernal) : Gossmann, le propriétaire[26]
- 1992 : Café Meineid (épisode Anno 1992)[27]
- 1994-1999 : Schwarz greift ein : Konrad Hellmann[28]
- 1994 : Derrick (épisode Cruauté, insensibilité, froideur) : Rudolf Lakonda[29]
- 1995 : Derrick (épisode Des gens comme il faut) : Le curé[30]
- 1997 : Derrick (épisode Le message universel) : Kruse[31]
- 1998 : Die Unbestechliche : Georg Engel[32]
- 2004 : Siska (épisode Briefe aus dem Knast)[33]